# Kålrotsakademien
Kålrotsakademien är akademien för främjandet av den svenska matens kulturarv. Akademien grundades våren 2015.
Kålrotsakademien har till ändamål att främja de kulturhistoriska och geografiska kopplingarna mellan valet av råvaran, dess egenskaper och deras uttryck i förädlade livsmedelsprodukter, maträtter och måltider samt de målande berättelserna på mål som omger dessa kopplingar i Sverige. Akademien har ett uttalat syfte att sprida kunskap därom såväl innanför som utanför Sveriges gränser.

## Verksamhet
Verksamheten bedrivs bl.a. genom möten, ordnandet av seminarier, publicering av skrifter och utdelandet av priser. Varje år antar akademien ett tema för sin verksamhet. Kålrotsakademien värnar också lite extra om samarbetet mellan olika akademier med bäring på mat i Sverige och för den svenska maten i utlandet.

## Ledamöter[3]
Kålrotsakademien har i mars 2022 18 ledamöter. Två av platserna är vakanta.
1. Elisabeth Ögren
2. Jens Weibull
3. Magnus Westling
4. Viktor Vesterberg
5. Vakant
6. Paulina Rytkönen
7. Elin Rydström
8. Martin Ragnar
9. Titti Qvarnström
10. Inger Olausson
11. Hans Næss
12. Ann-Helen Meyer von Bremen
13. Karin Lidén
14. Matti Viking Leino
15. Per Eriksson
16. Katarina Ek-Nilsson
17. Mathias Dahlgren
18. Vakant

## Utgivna böcker
- 2020 –  Underbara kålrötter. Stockholm: Isaberg förlag. ISBN 9789185089161